# Андреа Петковић
Андреа Петковић (Тузла, СФР Југославија 9. септембра 1987) немачка је тенисерка српског порекла. Професионалац је од 2006. године.
Живи близу Дармштата у Немачкој. Најбољи досадашњи пласман у појединачној конкуренцији имала је 8. августа 2011. године, када је била 10, и 28. септембра 2009. године када је у игри парова постала 68. на свету. Није освојила ниједну ВТА титулу, а у ИТФ конкуренцији освојила је осам појединачних титула и три титуле у игри парова. У децембру 2007. године постала је првакиња Немачке.
Тренер јој је отац Зоран Петковић, бивши југословенски Дејвис куп играч који је 2001. године добио немачко држављанство.

### Пласман на ВТА листи на крају сезоне
| Година  | 2004. | 2005. | 2006. | 2007. | 2008. | 2009. | 2010. |
| Пласман | 416   | 338   | 238   | 100   | 315   | 55    | 32    |

## Резултати Андреје Петковић

### Победе појединачно (1)
| Бр. | Датум    | Турнир                                   | Категорија | Подлога      | Противница у финалу | Резултат |
| --- | -------- | ---------------------------------------- | ---------- | ------------ | ------------------- | -------- |
| 1   | 20/07/09 | Отворено првенство Аустрије, Бад Гаштајн | Међун.     | Земља (отв.) | Јоана Ралука Олару  | 6-2, 6-3 |

### Порази у финалу појединачно
Ниједан турнир

### Победе у пару
Ниједан турнир

### Порази у финалу у пару
Ниједан турнир

### Учешће наГренд слемтурнирима

#### Појединачно
| Година | Аустралијан опен | Аустралијан опен | Ролан Гарос | Ролан Гарос    | Вимблдон | Вимблдон | Ју-Ес опен | Ју-Ес опен       |
| ------ | ---------------- | ---------------- | ----------- | -------------- | -------- | -------- | ---------- | ---------------- |
| 2007.  | -                | -                | 2. коло     | Марион Бартоли | -        | -        | 2. коло    | Луција Шафаржова |
| 2008.  | 1. коло          | Ана Чакветадзе   | -           | -              | -        | -        | -          | -                |
| 2009.  | 1. коло          | Ализе Корне      | -           | -              | -        | -        | 1. коло    | Анџелик Кербер   |

#### У пару
| Година | Аустралијан опен | Аустралијан опен | Ролан Гарос | Ролан Гарос | Вимблдон         | Вимблдон                | Ју-Ес опен       | Ју-Ес опен              |
| ------ | ---------------- | ---------------- | ----------- | ----------- | ---------------- | ----------------------- | ---------------- | ----------------------- |
| 2009.  | -                | -                | -           | -           | 1. коло Т. Малек | С. Кузњецова А. Моресмо | 1. коло Т. Малек | М. Кириленко Ј. Веснина |